# Nuoto ai Giochi della XXVI Olimpiade - 100 metri rana maschili
Hanno partecipato alle batterie di qualificazione 45 atleti: i primi 8 si sono qualificati per la finale A, i successivi 8 invece si sono qualificati per la finale B.

## Finale A
20 luglio 1996
| Posizione | Atleta                 | Paese       | Tempo   |
| --------- | ---------------------- | ----------- | ------- |
|           | Frederik Deburghgraeve | Belgio      | 1:00.65 |
|           | Jeremy Linn            | Stati Uniti | 1:00.77 |
|           | Mark Warnecke          | Germania    | 1:01.33 |
| 4         | Károly Güttler         | Ungheria    | 1:01.49 |
| 5         | Phil Rogers            | Australia   | 1:01.64 |
| 6         | Kurt Grote             | Stati Uniti | 1:01.69 |
| 7         | Zeng Qiliang           | Cina        | 1:02.01 |
| 8         | Stanislav Lopukhov     | Russia      | 1:02.13 |

## Finale B
| Posizione | Atleta               | Paese         | Tempo   |
| --------- | -------------------- | ------------- | ------- |
| 9         | Vladimir Latocha     | Francia       | 1:02.28 |
| 10        | Daniel Malek         | Rep. Ceca     | 1:02.39 |
| 11        | Richard Maden        | Regno Unito   | 1:02.51 |
| 12        | Akira Hayashi        | Giappone      | 1:02.75 |
| 13        | Alexander Dzhaburiya | Ucraina       | 1:02.91 |
| 14        | Paul Kent            | Nuova Zelanda | 1:03.05 |
| 15        | Marc Capdevila       | Spagna        | 1:03.51 |
| -         | Roman Ivanovski      | Russia        | SQ      |

## Non qualificati
| Posizione | Atleta                | Paese         | Tempo   |
| --------- | --------------------- | ------------- | ------- |
| 17        | Norbert Rózsa         | Ungheria      | 1:02.72 |
| 18        | Vadim Alekseev        | Israele       | 1:02.92 |
| 19        | Benno Kuipers         | Paesi Bassi   | 1:02.92 |
| 20        | Mario González        | Cuba          | 1:03.05 |
| 21        | Todd Torres           | Porto Rico    | 1:03.08 |
| 22        | Yoshinobu Miyazaki    | Giappone      | 1:03.13 |
| 23        | Jon Cleveland         | Canada        | 1:03.14 |
| 24        | Kwang-Jea Cho         | Corea del Sud | 1:03.39 |
| 25        | Marek Krawczyk        | Polonia       | 1:03.57 |
| 26        | Ratapong Sirisanont   | Thailandia    | 1:03.81 |
| 27        | Alexei Kriventsov     | Bielorussia   | 1:04.20 |
| 28        | Nerius Beiga          | Lituania      | 1:04.45 |
| 29        | Elvin Chia            | Malaysia      | 1:04.46 |
| 30        | Vadim Tatarov         | Moldavia      | 1:04.87 |
| 31        | Borge Mork            | Norvegia      | 1:04.92 |
| 32        | Mauricio Moreno       | Colombia      | 1:05.22 |
| 33        | Chih-Yung Huang       | Taipei cinese | 1:05.26 |
| 34        | Juan Madrigal         | Costa Rica    | 1:05.47 |
| 35        | Jorg Lindmeier        | Namibia       | 1:05.50 |
| 36        | Christophe Verdino    | Monaco        | 1:05.66 |
| 37        | Francisco Suriano     | El Salvador   | 1:05.82 |
| 38        | Alexander Savitski    | Kazakistan    | 1:05.85 |
| 39        | Jorge Arias           | Perù          | 1:06.03 |
| 40        | Desmond Koh           | Singapore     | 1:06.97 |
| 41        | Jean Luc Razakarivony | Madagascar    | 1:07.34 |
| 42        | Yevgeny Petrashov     | Kirghizistan  | 1:07.44 |
| 43        | Bernard Desmarais     | Mauritius     | 1:09.35 |
| 44        | Karar Rahman          | Bangladesh    | 1:11.47 |
| 45        | Sultan Al-Otaibi      | Kuwait        | 1:12.65 |